# Bipinnula ctenopetala
Bipinnula ctenopetala är en orkidéart som beskrevs av Rudolf Schlechter. Bipinnula ctenopetala ingår i släktet Bipinnula och familjen orkidéer. Inga underarter finns listade i Catalogue of Life.